# Яновиці-Подушовські
Яновиці-Подушовські (пол. Janowice Poduszowskie) — село в Польщі, у гміні Ґнойно Буського повіту Свентокшиського воєводства.
Населення — 214 осіб (2011).
У 1975-1998 роках село належало до Келецького воєводства.

## Демографія
Демографічна структура на день 31 березня 2011 року:
|          | Загалом | Допрацездатний вік | Працездатний вік | Постпрацездатний вік |
| -------- | ------- | ------------------ | ---------------- | -------------------- |
| Чоловіки | 114     | 22                 | 80               | 12                   |
| Жінки    | 100     | 17                 | 57               | 26                   |
| Разом    | 214     | 39                 | 137              | 38                   |